# Кедров Михайло Сергійович
Кедров Михайло Сергійович (12 лютого 1878 — 28 жовтня 1941) — революціонер, чекіст, засновник і організатор перших концтаборів.

## Ранні роки
Син нотаріуса. У 1897 році вступив на Юридичний факультет Московського університету, який не закінчив, був виключений в 1899 році за революційну діяльність. У 1900–1902 роках навчався в Демидівському юридичному ліцеї (Ярославль), звідки був вигнаний «за проведення антиурядової сходки студентів». У 1901 році вступив в РСДРП, більшовик. Свою частину батьківської спадщини (близько 100 тисяч рублів золотом) передав партії. Одружився з Ольгою Дидрикіль, яка народила йому сина Боніфатія — майбутнього вченого. Сестра Ольги Дидрикіль Ніна була дружиною революціонера М. І. Подвойського (який навчався в Демидівському ліцеї в один час з Кедровим), а інша сестра, Августа стала матір'ю діяча органів держбезпеки А. Х. Артузова.
Працював в Нижньогородській, Ярославській, Сімферопольській парторганізаціях. У 1904 році брав участь у підкопі в Таганську в'язницю. У жовтні 1905 року організовував робочі дружини в Костромі. Під час Московського повстання займався постачанням повсталих зброєю.
Після поразки революції був агентом ЦК РСДРП з розповсюдження партійної літератури. Керував петербурзьким книжковим видавництвом «Зерно», в якому друкував роботи В. І. Леніна. Був заарештований і трохи більше двох років провів у фортеці «за приналежність до соціал-демократичної робітничої партії».
У 1912 році емігрував до Швейцарії. Підтримував контакти з Леніним. Слухав лекції з медицини в університетах Берна і Лозанни. У 1916 році за завданням ЦК повернувся в Росію, під виглядом лікаря працював на Кавказькому фронті.
У березні-квітні 1917 року голова Ради в Шеріфхані (північна Персія). З травня 1917 член Військової організації при ЦК РСДРП(б) і Всеросійського бюро більшовицьких організацій в Петрограді, редактор газети «Солдатська правда». Створив газети «Робітник і солдат» і «Солдат».
З листопада 1917 року член колегії Наркомату у військових справах РРФСР, комісар з демобілізації російської армії. У серпні-вересні 1918 року командувач військами Північно-Східного ділянки загонів завіси.

## В органах внутрішніх справ
З вересня 1918 начальник Військового відділу ВЧК. Після того, як у в грудні 1918 року Військовий контроль і Військовий відділ ВЧК були об'єднані в Особливий відділ ВЧК — начальник Особливого відділу. 1 січня 1919 Кедров видав наказ, в якому повідомлялося про створення Особливого відділу. Наказувалось об'єднати повсюдно органи Військового контролю та військові відділи ЧК і утворити особливі відділи фронтів, армій, військових округів і губерній.
У 1918 році Кедров, спільно з А. В. Ейдуком, займався створенням перших концтаборів і реалізацією політики «червоного терору» в Північній області: Архангельська, Вологодська, Вятська губернії, Карелія. Кедровим були «засновані» концтабори в Холмогорах, Ухті, Архангельську, Котласі, Соль-Вичегодську, Вологді, Нар'ян-Марі, Лодейному Полі.
У травні 1921-го поблизу с. Холмогори був організований концтабір, де в перший же рік від холоду і хвороб загинуло близько 8000 чоловік.
Одночасно з березня 1919 член колегії ВЧК. З травня 1919 особливоуповноважений ВЧК у Вологді, потім на Південному та Західному фронтах. Неодноразово керував комісіями з перевірки (та чищення) різних державних установ. З кінця 1919 голова Всеросійської комісії з поліпшення санітарного стану Республіки.
У березні 1920 року призначений членом спеціальної урядової комісії з розслідування злодіянь інтервентів і білогвардійців на Півночі. Прибувши на Соловецькі острови, Кедров ліквідував Соловецький монастир, заславши його керівництво.
У 1921–1924 роках уповноважений Ради Праці і Оборони з рибної промисловості Південного Каспію і уповноважений ВЧК по Каспію. З 1924 року працював у ВРНГ і Наркоматі охорони здоров'я.
У 1926–1927 роках молодший помічник прокурора Окремої військової прокуратури Верховного суду СРСР. У 1928 році очолював оргкомітет Всесоюзної Спартакіади 1928 року. У 1931–1934 роках член президії Держплану СРСР, керував сектором оборони Держплану. З 1934 року директор Військово-санітарного інституту. У 1936–1937 роках старший науковий співробітник нейрохірургічного інституту.
Влітку 1937 був заарештований, утримувався в Лефортовській в'язниці НКВД. Свою провину не визнав, незважаючи на жорстокі тортури і побиття. На суді 9 липня 1941 Військовою колегією Верховного суду СРСР був виправданий. Незважаючи на виправдувальний вирок, Л. П. Берія дав особисту вказівку не випускати Кедрова з в'язниці. 27 жовтня 1941 Кедров (теж за особистим наказом Берії) разом з іншими заарештованими був вивезений в селище Барбош Куйбишевської області та 28 жовтня 1941 там розстріляний.
Посмертно реабілітований у середині 1950-х років.